# Тмутаракань
Тмутарака́нь (др.рус. Тъмуторокань от реконструируемого тюрк. Taman-Tarkan — «город таркана Тамана») — средневековый город, отождествляется со средневековыми слоями городища в дельте реки Кубани на территории нынешней станицы Тамани Краснодарского края. В античное время на месте Тмутаракани располагался греко-синдский город Гермонасса.

## Наименование

### Топоним
В разные исторические периоды местность носила следующие названия:
- В тюркско−хазарский период (VI—X вв.) город, возможно, назывался Тумен-Тархан[3];
- В Византии — Тама́тарха (Ταμάταρχα), Та́ Ма́тарха (Τά Μάταρχα)[4].
- В позднехазарское правление (IX—X вв.) — Самкерц[5].
- В древнерусский период (X—XI вв.) — Тмуторокань, Тмутаракань.
- В XII—XIII столетиях — Ма́тарха (Μάταρχα), Ма́траха (Μάτραχα)[6][7].
- В период Золотой Орды (середина XIII — начало XVI вв.) — Матрика.
- В пору расцвета генуэзских колоний (XIV—XV вв.) — Матрега.
- В период турецкого правления (XVI — конец XVIII вв.) — Таман; тогда рядом с ним находилась османская крепость Хункала.

### Разговорное употребление
В русской разговорной речи слово тмутаракань (тьмутаракань) ассоциируется с чем-то недосягаемо далёким и неизвестным, сродни за семью морями, неизвестно где. Может использоваться с пренебрежительным оттенком как синоним безнадёжного захолустья, медвежьего угла.

### Другие Тмутаракани
В «Списке русских городов дальних и ближних», помещавшемся обычно в летописях и сборниках XV—XVII веков, упоминается город Тмутаракань, показанный между Мирославицами и Остречьским городом на Десне, то есть на левом берегу Днепра. Такое использование исторического южного топонима для именования нового города встречается в этом списке и в случае города Корсуни на Роси, существующего и поныне и названного по имени византийской Корсуни-Херсонеса в Крыму.
Село Торокань существовало также в XIX веке в Кобринском уезде Гродненской губернии (Белоруссия).

## История
Город был основан греками с острова Лесбос и получил название Гермонасса (др.-греч. Ἑρμώνασσα) в VI веке до н. э. Согласно Прокопию, рядом с готами-тетракситами в здешних местах проживали авасаги (абхазы, обезы), зикхи и сагины, а севернее — «бесчисленные народы антов». С IV века до н. э. входил в состав Боспорского царства. С самого начала имел двухэтажные каменные дома с печами и хранилищами зерна. Здания крылись черепицей и содержали по пять комнат. В центре его располагался акрополь. Неподалёку от города стоял храм Афродиты. В VI веке Боспор стал федератом или частью Византийской империи Юстиниана I.

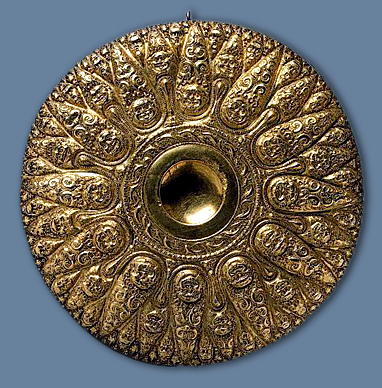
Фиала из кургана Куль-оба — плоская жертвенная чаша без ручек греческих торевтов. Боспорское царство IV в. до н. э. Найдена неподалёку от древней Тмутаракани.

В VI столетии город был завоёван Тюркским каганатом и, вероятно, с этого времени получил новое название Тумен-Тархан, которое, как предполагается, происходит от тюркского слова тумен, обозначавшего войсковое подразделение в десять тысяч человек, и титула тархан. Относительно первой части названия есть и другие этимологии.
Вскоре после распада Тюркского каганата город стал хазарским и в источниках IX—X веков иногда именуется Самкерцем. В это время под воздействием набегов он превратился в крепость. Византийское влияние не оборвалось: земляночные и юртовые постройки для города не характерны. Население города было полиэтничным. Здесь селились греки, зихи, армяне, хазары, аланы. Основная часть населения была занята в торговле. Занимались его жители и виноделием.
После разгрома Хазарского каганата в 965 (или, по другим данным, в 968—969) году киевским князем Святославом Игоревичем город перешёл под власть Руси. Тмутаракань (Тмуторокань, Тмутороконь, Тьмуторокань, Тмуторотань, Торокань) — столица древнерусского Тмутараканского княжества (вторая половина X—XI века). В это время известен как крупный торговый город с гаванью. Через Тмутаракань поддерживались экономические и политические связи между русскими княжествами, народами Северного Кавказа и Византией. В городе продолжали жить зихи, греки, аланы, хазары, славяне и армяне. В 1022 году князь Мстислав Владимирович, правивший в Тмутаракани с 988 по 1036 годы, построил здесь церковь во имя Пресвятой Богородицы. Князь Ростислав Владимирович самостоятельно правил в Тмутаракани в 1064—1066 годах. В 1068 году князь Глеб Святославич «измерил море» от Тмутаракани до Корчева (Керчи) (о чём сохранилась надпись на Тмутараканском камне). В 1079 году правивший в Тмутаракани Олег Святославич Черниговский был схвачен местными жителями — хазарами, и по соглашению с императором Никифором III Вотаниатом, с которым киевский князь Всеволод Ярославич был в союзе, сослан на Родос. После этого Тмутараканью три года управлял посадник Всеволода Ратибор. Володарь, сын отравленного византийским катепаном Херсонеса Ростислава, и Давид Игоревич изгнали посадника Ратибора (1082 год). В 1083 году при поддержке Византии Олег Святославич захватил Тмутаракань. С этого времени, и пока Олег Святославич не вернул себе Черниговское княжение (1094 год), Тмутаракань находилась под контролем Византии. Сохранившиеся печати Олега подтверждают сложившуюся ситуацию: Господи, помоги Михаилу, архонту Матрахи, Зихии и всей Хазарии, а также: Господи, помоги Михаилу, архонту и дуке Матрахи и всей Хазарии. Причём печати Олега, в крещении Михаила, принадлежат к типу печатей наместников византийских императоров.
После 1094 года упоминания о Тмутаракани исчезают из русских летописей. На протяжении XII века в византийских источниках Таматарха и окрестности упоминались как принадлежащие империи. В 1140-х годах Иоанн Цец писал о «стране матархов» как о части империи. Период господства Византии закончился с падением Константинополя (1204 год) в ходе 4-го крестового похода.
Византийский историк Георгий Пахимер упоминает об аланах, русских и готах, покорённых татарами и живущих в Тмутаракани-Матархе, усваивающих их обычаи, нравы, одежду и язык.

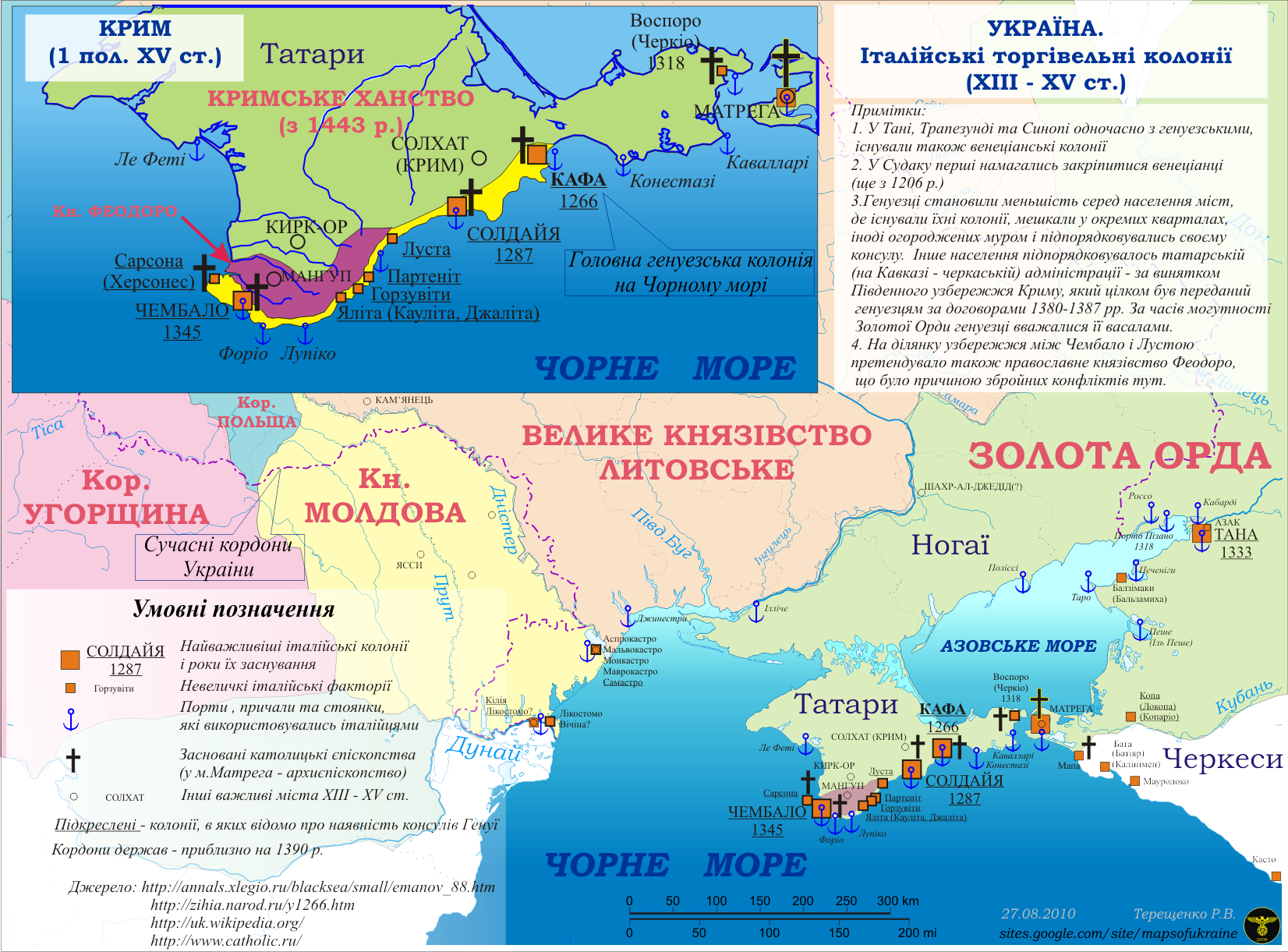
Матрега в зоне генуэзского влияния

В XIII—XV веках город является колонией Генуи, одновременно им управляют адыгские князья. Под 1419 год упомянут династический брак знатного генуэзца Винченцо де Гизольфи и дочери адыгского князя Берозоха — Биха-ханум. Правителем города стал сын от этого брака Захария де Гизольфи. Однако в 1475 году турки захватили Матрегу и присоединили к своим владениям. Тем не менее, дипломатическая активность Захарии помогла ему сохранить за собой пост главы города. Турецкая крепость Хункала была построена к востоку от города, на развалинах генуэзской крепости, сам город получил название Таман (XVI — конец XVIII).

Монета Тмутараканского княжества. Подражание византийскому миллиарисию. Медь. X—XI век

## Исследования
Таманское городище (площадь около 35 га) раскопано частично, так как большая часть его находится под жилой застройкой или разрушена водами Таманского залива. Толщина культурного слоя достигает 12−14 метров.
Раскопки производятся с XIX века (А. Фиркович, К. Р. Бегичев, В. Г. Тизенгаузен и др.) и до настоящего времени. Исследовано экспедициями А. А. Миллера (1930−1931), Б. А. Рыбакова (1952−1955). С 1965 года здесь работает археологическая экспедиция, которой последовательно руководили И. Б. Зеест, А. К. Коровина, С. И. Финогенова, а с 2007 года — Т. А. Ильина и В. Н. Чхаидзе.
На памятнике открыты фундаменты храма начала XI века (отождествляются с построенной в 1022 году Мстиславом Владимировичем церковью св. Богородицы) с примыкающим христианским кладбищем, остатки сырцовой оборонительной стены, развалины большого шести- или семиугольного сооружения (башня-донжон?). В пределах стен открыты резервуары для воды, давильня для винограда. Выявлена регулярная городская планировка: мощёные улицы, поставленные на каменный цоколь сырцовые дома с печами из сырцовых кирпичей. Со второй половины X века городская планировка меняется — дома ориентированы углами по сторонам света. К жилищам примыкали небольшие дворики или хозяйственные сооружения без крыши, где размещались ямы-погреба и зернохранилища. Город был окружён несколькими кладбищами. За городищем находилась внутренняя гавань, соединённая с морем протокой. К югу от городища, на вершине горы Зеленской исследованы остатки монастыря XI века.
К востоку от городища, под современной станицей расположены остатки генуэзской и турецкой крепости.
Находки материальной культуры (амфоры, высокогорлые кувшины, кухонная, столовая, поливная керамика и пр.) в основной своей массе имеют греческое (византийское) происхождение и традиции. Большинство памятников эпиграфики также выполнено на греческом языке. Предметы славянской культуры очень малочисленны и связаны с пребыванием в городе русских князей, дружинников, монахов и торговцев.
В настоящее время территория городища объявлена музеем-заповедником.

## Христианство в Таматархе-Тмутаракани
Зихская епархия Константинопольского патриархата с центром в Никопсисе известна со второй трети VI века, её основная задача — христианская миссия, рассчитанная на проповедь среди населения Северо-Западного Кавказа — зихов.
В конце VIII века впервые упоминается Таматархская епархия в составе Готской митрополии Константинопольского патриархата.
В середине IX веке кафедра Зихии была перенесена в Таматарху (Матраху) на Таманском полуострове. В третьей четверти XIII века архиепископия была возведена в ранг митрополии. При этом архиереи продолжали сохранять титул «Зихийский». С конца XIV века о митрополии ничего не известно, а уже в 1439 году в Матрахе присутствует католический архиепископ.
Предстоятели Матрахи известны по сообщениям «Документов синодов Константинопольских патриархов» (для XI—XII века) и «Просопографического лексикона Палеологов» (в XIII—XIV века).
Анонимный архиепископ Зихии упомянут в 1023 году.
Между 1039 и 1054 годами известен архиепископ Зихии Антоний. Антонию также принадлежат пять моливдовулов (печатей), обнаруженных на Таманском городище.
Второй половиной XI в. датируются три анонимные печати проэдра (то есть архиепископа) Зихии.
Под 1072 годом упомянут архиепископ Зихии Григорий.
Анонимный архиерей, иерействовал между 1081 и 1084 годами.
Упомянутый в «Киево-Печерском патерике» монах Никола (Николай) был поставлен на кафедру Матрахи в конце XI веке.
Под 1169 годом известен ещё один анонимный архиерей Матрахи.
Впервые митрополит Зихии — Василий упомянут под 1285 годом.
В письме Иоанна Апокавка (ок. конец XII века) упоминается церковный архиерей Зихии Феодосий, а в «Типиконе» Михаила Палеолога под 1394 годом — архиерей Зихии Никодим.
В XIV веке неоднократно упоминаются архиереи без указания имён: 1317—1318 гг. Зихо-Матрахский; 1364 г. Матрахо-Зихийский; 1366, 1382, 1393, 1394 гг. Зихийские.
Наконец, под 1396 годом отмечается последний известный архиерей — Иосиф, митрополит Зихии и Матрахи.

### На иностранных языках
- Litavrin G. G. A propos de Tmutorokan // Byzantion. Tome XXXV. Fascicule 1. Bruxelles, 1965.
- Siwko A. Between Rus’, Byzantium, and the Nomads: Tmutarakan’ in the Narrative of the Rusian Primary Chronicle (англ.) // Studia Ceranea. — Łódź: Wyd. Uniwersytetu Łódzkiego, 2023. — Vol. 13. — P. 75—96.
- Чхаїдзе В. М. Тмуторокань // Енциклопедія історії України. Том 10. Т-Я. — Київ, 2013. — С. 104—105.
- Тмутарака́нь // Українська радянська енциклопедія : у 12 т. / гол. ред. М. П. Бажан; редкол.: О. К. Антонов та ін. — 2-ге вид. — К. : Головна редакція УРЕ, 1984. — Т. 11, кн. 1 : Стодола — Фітогеографія. — С. 274—275. — 606, [2] с., [22] арк. іл. : іл., портр., карти с. (укр.)